# 維赫拉河
54°00′41″N 31°51′34″E / 54.01139°N 31.85944°E

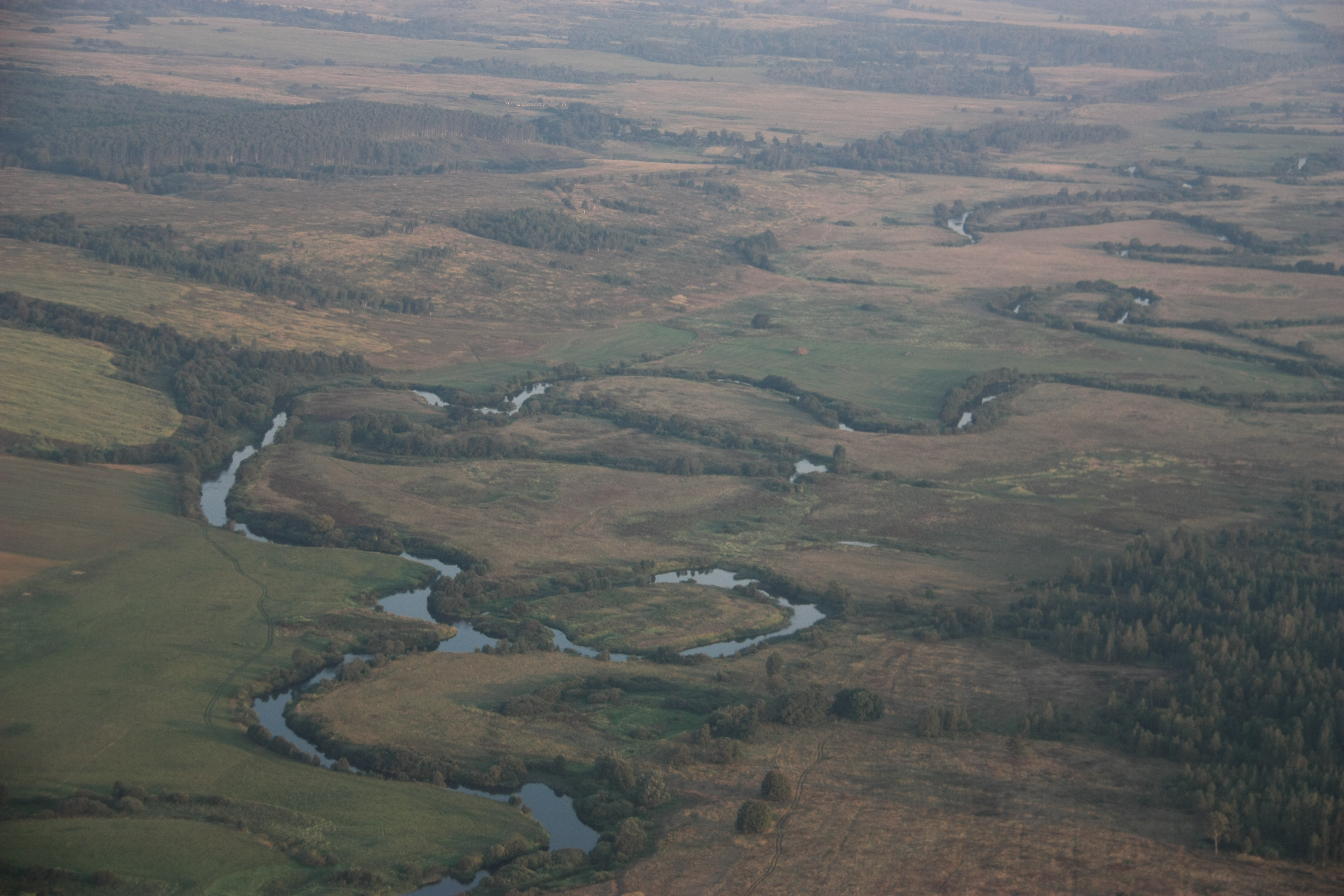
高空俯瞰維赫拉河

維赫拉河（俄羅斯語：Вихра），是東歐的河流，位於俄羅斯和白俄羅斯，屬於索日河的右支流，流經斯摩棱斯克州和莫吉廖夫州，河道全長158公里，流域面積2,230平方公里。